# And Soon the Darkness
And Soon the Darkness è un film del 2010 diretto da Marcos Efron, remake del thriller del 1971 Il mostro della strada di campagna di Robert Fuest.

## Trama
In uno scantinato, Camilla urla nella speranza che qualcuno la senta. A udirla è solo il suo aggressore, che inizia a colpirla con un filo elettrico. Subito dopo se ne va via dalla stanza, lasciando la ragazza sola alla propria disperazione.
Argentina - Tre mesi dopo: Ellie e Stephanie sono due amiche americane in vacanza in Argentina. Una sera, le due vanno a divertirsi in un locale, dove fanno la conoscenza del brutale Chucho, che sembra voler portare Ellie a casa sua, e solo l'intervento dell'amica e di Michael, uno del luogo, farà perdere le speranze all'uomo. Il giorno dopo, la sveglia non suona, e le due americane perdono il pullman che le avrebbe portate all'aeroporto. Lo stress per aver perso il volo farà litigare le due ragazze, e successivamente le farà dividere. Ellie, rimasta da sola, viene prima osservata e poi rapita da un uomo misterioso; Stephanie si rivolge alla polizia locale, che però non le presta molta attenzione; si rivolge così a Michael, il ragazzo che avevano conosciuto qualche giorno prima. Ben presto Stephanie si rende conto che la situazione è ben più complessa di quel che sembra.
Stephanie all'inizio dubiterà di Michael, avendo trovato un oggetto di Elle a casa sua, ma l'uomo le rivela che l'oggetto è in realtà di Camilla, una ragazza scomparsa molti mesi prima, cercata disperatamente da lui. I due iniziano così a perlustrare la zona separatamente. La ragazza arriverà in un mattatoio abbandonato, dove ritrova Elle, imprigionata da Chucho. Le due incominciano a scappare, ma Elle muore. Stephanie trova lo sceriffo Calvo e Michael, che tengono sotto tiro il giovane rapitore. Lo sceriffo, però, si dimostra un alleato di Chucho e complice nell'aver rapito diverse ragazze per poi rivenderle. Michael verrà così ucciso, e Stephanie verrà catturata. L'americana verrà poi portata al suo destinatario, che non è nessun altro se non Luca, il proprietario dell'hotel che hanno affittato. Riuscita a fuggire, si dirige al piccolo paesino, dove, durante la lotta, uccide Calvo. Incomincia a camminare così senza una meta precisa, scioccata da tutto quello che è successo. Vede poi un veicolo in lontananza e si prepara di nuovo a combattere, dal veicolo tuttavia fuoriesce una donna che fa parte del corpo di Gendarmeria che la consola e l'abbraccia. Stephanie è finalmente salva.